# 里氏異吻象鼻魚
里氏異吻象鼻魚，為輻鰭魚綱骨舌魚目象鼻魚科的其中一種。分布於非洲維多利亞湖流域，為特有種，棲息於水底，具有發電器官，用來偵測獵物，體長可達20.8公分。

## 外部連結
- 里氏異吻象鼻魚的圖片 （页面存档备份，存于）